# Pozzuolo del Friuli
Pozzuolo del Friuli (friuli nyelven Puçui) település Olaszországban, Friuli-Venezia Giulia régióban, Udine megyében. Lakosainak száma 6888 fő (2023. január 1.). Pozzuolo del Friuli Campoformido, Lestizza, Mortegliano, Pavia di Udine, Udine és Basiliano községekkel határos.

## Népesség
A település népességének változása:
| Lakosok száma | 6892 | 6927 | 6888 |
|               | 2017 | 2018 | 2023 |